# خوان فرناندو باستوس
خوان فرناندو باستوس (بالإنجليزية: Juan Fernando Bastos) هو رسام أمريكي، ولد في 18 يناير 1958 في كاراكاس في فنزويلا.